# Jamey Rodemeyer
James T. „Jamey“ Rodemeyer (* 21. März 1997 in Buffalo, New York; † 18. September 2011 in Amherst, New York) war ein US-amerikanischer Teenager, der aufgrund von Mobbing-Attacken auf Facebook durch Suizid starb.

## Leben
Jamey Rodemeyer lebte mit seinen Eltern Tim und Tracy Rodemeyer sowie seiner älteren Schwester Alyssa in der Nähe von Buffalo. Er besuchte zunächst die Heim Middle School und war zum Zeitpunkt seines Todes Freshman an der Williamsville North High School.
Jamey Rodemeyer stand offen zu seiner Homosexualität, weswegen er gehänselt wurde. Er setzte sich für die Rechte von Schwulen ein und war Mitglied der Antimobbing-Kampagne It Gets Better, für die er kurz vor seinem Tod ein Video veröffentlichte, in dem er über die Menschenrechte und über Mobbing spricht. 
Noch am 8. September 2011 postete er: no one in my school cares about preventing suicide, while you’re the ones calling me [gay slur] and tearing me down. („An meiner Schule kümmert sich niemand darum, Suizide zu verhindern, während ihr mich [gay slur](homophobe Bezeichnung) schimpft und mich demoralisiert.“)
Am 19. September 2011 wurde Rodemeyer von seiner älteren Schwester Alyssa erhängt im Hinterhof gefunden. Einer seiner Mobber hatte eine Botschaft hinterlassen, die zeigt, woran Jamey zugrunde ging: JAMIE IS STUPID, GAY, FAT ANND UGLY. HE MUST DIE! („Jamie ist dumm, schwul, fett und hässlich. Er muss sterben!“) Ein anderer wurde noch deutlicher: I wouldn’t care if you died. No one would. So just do it. It would make everyone WAY more happier! („Mir wär's egal, wenn du sterben würdest. Wär allen egal. Tu es also. Es würde alle VIEL glücklicher machen!“)

## Auswirkungen
Da Jamey Rodemeyer bekennender Fan der US-amerikanischen Sängerin Lady Gaga war, widmete diese ihm einen ihrer Songs und kündigte an, sich persönlich an den Präsidenten Barack Obama zu wenden, um ein Gesetz gegen Mobbing zu fordern.
Michael Knote gestaltete eine Gedenkseite, was dazu führte sich weiter für LGBT-Rechte zu engagieren und in der Community mitzuarbeiten. Nach weiteren Meldungen von tragischen Schicksalen und einem Gespräch mit einem Freund kam die Idee auf einen sicheren, lustigen und lehrreichen Online-Platz zu schaffen. Am 25. Februar 2012 begann er die Facebook-Seite „Have A Gay Day“ (HAGD), deren Titel sich auf die Doppeldeutigkeit von „gay“ bezieht: ‚homosexuell, schwul‘ und ‚fröhlich, heiter, lustig‘. Mit der Zeit meldeten sich Leute die spenden wollten, 2013 begann die Arbeit HAGD als gemeinnützige Organisation zu registrieren, was im Herbst 2015 abgeschlossen war. Sie bekamen viele Nachrichten aus aller Welt, von Menschen, die einen Freund zum Kommunizieren brauchten. Erweitert wurde das um einen Telefondienst, der nicht nur in eng gesteckten Grenzen Suizidprävention leistet, sondern bei dem man auch einmal länger sein Herz ausschütten kann. Die Büros mit Zentrale in Dayton (Ohio) fungieren auch als Anlaufstelle die einen sicheren Platz, Konferenzräume, Aufenthaltsräume und wenn nötig Kaffee und Essen bieten. 2015 wurde ein Mitgliedsprogramm namens „Unicorn Army“ (‚Einhorn-Armee‘) gestartet, um die zukünftige Finanzierung zu sichern.